# Deh-e Yūsefān-e Soflá
Deh-e Yūsefān-e Soflá (persiska: دِه يوسِفانِ پائين, دیو سفّان سفلی, ده یوسفلن سفلی) är en ort i Iran.   Den ligger i provinsen Lorestan, i den västra delen av landet, 400 km sydväst om huvudstaden Teheran. Deh-e Yūsefān-e Soflá ligger 1 424 meter över havet och antalet invånare är 194.
Terrängen runt Deh-e Yūsefān-e Soflá är huvudsakligen kuperad, men åt nordväst är den bergig. Deh-e Yūsefān-e Soflá ligger nere i en dal.Runt Deh-e Yūsefān-e Soflá är det ganska tätbefolkat, med 58 invånare per kvadratkilometer. Närmaste större samhälle är Fīrūzābād, 16,4 km öster om Deh-e Yūsefān-e Soflá. Omgivningarna runt Deh-e Yūsefān-e Soflá är i huvudsak ett öppet busklandskap.